# Стара-Загора
Ста́ра-Заго́ра (болг. Стара Загора) — является пятым по величине городом Болгарии. Население 153 533 человек (на 15 июня 2016 года).

## История
Согласно археологическим данным область города была населена уже в 6—5-м тысячелетии до н. э. Здесь располагалось поселение фракийцев. В середине IV века до н. э. Фракию завоевал Филипп II Македонский и основал на этом месте город Берое (лат. Beroe). С середины I века н. э. в составе римской провинции Фракия. При императоре Траяне (98—117) город назван Августа-Траяна (Augusta Traiana). В римский период являлся важным административным, экономическим и культурным центром, обладал правом самоуправления и чеканил свою бронзовую монету. В III—IV вв. подвергался нападениям готов, в V веке — гуннов. С начала VIII века до 782 года под властью болгар. В 784—812 гг. под властью Византии, назывался Иринополис (греч. Ειρηνούπολις, лат. Irenopolis) по имени императрицы Ирины (797—802). В 812—864 гг. под властью болгар. С 864 года в составе Первого Болгарского царства до его падения. Затем в составе Византии.
В 1360-х гг. завоеван турками. Назывался Эски-Хисар (тур. Eski Hisar — «Старая крепость») и Эски-Загра (Eski Zagra). При османском владычестве был важным экономическим и культурным центром. В городе производились шёлковые ткани, кожаные и медные изделия. В 1854 году получила название Железник по крепости Демир-Капу (Demir-Kapu — «Железные ворота») в 3 км к востоку от города. В 1870 году получил современное название.
В XIX веке Стара-Загора была известна как торговый центр на пересечении нескольких крупных торговых маршрутов. В 1870—1880-х гг. город был центром восстаний против османского владычества. В сентябре 1875 года город стал центром Старозагорского восстания, которое было подавлено турецкими войсками.
В ходе русско-турецкой войны 1877—1878 гг. город был почти полностью разрушен турками, 19 (31) июля 1877 года в районе города произошёл бой русско-болгарского отряда генерал-майора Н. Г. Столетова (3500 человек и 12 орудий) против наступавших с юга войск Сулейман-паши (12—15 тыс. человек и 24 орудия). Отряд Столетова в течение четырёх часов отражал турецкие атаки, что позволило передовому отряду генерала И. В. Гурко разгромить у деревни Джуранлы турецкий отряд Реуф-паши.
После окончания боевых действий город был отстроен.
В 1890-е годы Стара-Загора являлась крупным торгово-ремесленным центром Болгарии с населением 18 тыс. человек, занимавшимся производством ковров и сукна, выделкой кож, изготовлением розового масла, а также меднолитейным делом.
В 1895 году при содействии церковных иерархов был заложен городской парк (в настоящее время известный под названием «Аязмото»).
В 1902 году был построен пивоваренный завод «Загорка» (в дальнейшем ставший одним из крупнейших производителей пива в стране).
8 февраля 1956 года в Стара-Загоре был введён в эксплуатацию завод первичной обработки хлопка производственной мощностью свыше 15 тыс. тонн хлопка-сырца в год.
В 1956 году Стара-Загора являлась важным торговым и промышленным центром Болгарии, здесь действовали машиностроительные и металлообрабатывающие заводы, а также предприятия табачной, шерстяной, хлопчатобумажной и пищевой промышленности (среди которых большое значение имели овощеконсервные производства), а также гидроэлектростанция и педагогический институт; численность населения составляла 55 тыс. человек.
В 1976 году Стара-Загора являлась важным промышленным центром Болгарии, здесь действовали предприятия машиностроения (выпускавшие оборудование для пищевой промышленности, электронную вычислительную технику и станки), пищевкусовой и текстильной промышленности.
В 1963 году в городе был введён в эксплуатацию химический комбинат. В 1985 году было создано советско-болгарское научно-производственное объединение в области станкостроения (в состав которого вошли московское станкостроительное производственное объединение «Красный пролетарий» и находившийся в Стара-Загоре научно-производственный хозяйственный комбинат «Берое»).

## Транспорт
Стара Загора является крупным узлом железных и шоссейных дорог. Через город проходит трансконтинентальный Босфорский экспресс, курсирующий между Стамбулом и Бухарестом, Румыния
В 9 км к югу от города расположен аэропорт Стара-Загора.
В городе действует троллейбус.

## Спорт
В Стара Загора есть много спортивных сооружений. Главный стадион города — стадион Берое. На стадионе есть футбольное поле с освещением, легкоатлетическая и тренировочная площадки. Также модернизирован стадион ФК «Верея».

## Климат
| Показатель                       | Янв. | Фев. | Март | Апр. | Май | Июнь | Июль | Авг. | Сен. | Окт. | Нояб. | Дек. | Год |
| -------------------------------- | ---- | ---- | ---- | ---- | --- | ---- | ---- | ---- | ---- | ---- | ----- | ---- | --- |
| Абсолютный максимум, °C          | 18   | 24   | 28   | 32   | 37  | 39   | 42   | 42   | 38   | 34   | 24    | 19   | 42  |
| Средний суточный максимум, °C    | 5    | 7    | 11   | 18   | 23  | 27   | 30   | 30   | 26   | 19   | 12    | 7    | 18  |
| Средняя температура, °C          | 2    | 3    | 6    | 12   | 17  | 21   | 24   | 24   | 20   | 13   | 7     | 2    | 13  |
| Средний суточный минимум, °C     | −2   | −1   | 2    | 7    | 12  | 15   | 18   | 18   | 14   | 9    | 4     | 0    | 8   |
| Абсолютный минимум, °C           | −24  | −19  | −12  | −4   | 0   | 6    | 7    | 8    | 0    | −5   | −7    | −17  | −24 |
| Норма осадков, мм                | 21   | 24   | 26   | 32   | 44  | 36   | 38   | 27   | 35   | 24   | 33    | 39   | 375 |
| Источник: http://weather.msn.com |      |      |      |      |     |      |      |      |      |      |       |      |     |

## Население
По данным переписи 2011 года, в городе проживали 93,2 % этнических болгар от общей численности населения, 4,3 % цыган и 1,6 % турок.
| Год  | Население |
| ---- | --------- |
| 1877 | 25 460    |
| 1946 | 38 325    |
| 1987 | 154 тыс.  |
| 1992 | 150 518   |
| 2000 | 148 056   |
| 2005 | 141 489   |
| 2010 | 140 456   |
| 2019 | 134 726   |

## Промышленность
- В городе находится одна из двух фабрик ведущего болгарского производителя осветительного оборудования АО «Светлина».

## Культовые сооружения
- Мечеть Хамза-бей

## Образование
В городе расположен Фракийский университет, дающий образование в области сельского хозяйства, ветеринарии, экономики и медицины.

## Известные уроженцы
Известные уроженцы

## Политическая ситуация
Кмет (мэр) общины Стара-Загора — Живко Тодоров (Граждане за европейское развитие Болгарии (ГЕРБ)) по результатам выборов в правление общины.

## Астиогодонимы
- Улица Стара-Загора (Самара)

## Города-побратимы
- Лариса, Греция
- Радом, Польша
- Самара, Россия
- Даунпатрик, Северная Ирландия
- Крушевац, Сербия
- Баррейру, Португалия
- Белая Церковь, Украина
- Модена, Италия

## Галерея
- Достопримечательности
- Музей «Неолитические жилища»
- Здание местной почты
- Универсальный магазин
- Озеро "Загорка"[болг.]
- Античный форум Августа Траяна[болг.]